# Liste der Lieder von Groove Coverage
Dies ist die Liste der Lieder der deutschen Gruppe Groove Coverage.
Aufgelistet sind alle Lieder der Alben Covergirl (2002), 7 Years and 50 Days (2004), 21st Century (2006) und Riot on the Dancefloor (2012). Des Weiteren befinden sich alle Non Album Tracks und Cover in dieser Liste.
Die Reihenfolge der Lieder ist alphabetisch.

## #
| Titel                                                                                                | Autoren                                                | Album               | Jahr |
| --- | ------------------------------------------------------ | ------------------- | ---- |
| 21st Century Digital Girl Cover von Bad Religion - "21st Century (Digital Boy)", erschien als Single | Axel Konrad, Brett Gurewitz, David Lou Bega, Ole Wierk | 21st Century        | 2006 |
| 7 Years and 50 Days erschien als Single                                                              | Axel Konrad, Ole Wierk, Lou Bega                       | 7 Years and 50 Days | 2004 |
| ??? Erstversion von She                                                                              | Trad., Axel Konrad, Ole Wierk                          | 7 Years and 50 Days | 2004 |

## A
| Titel                                                               | Autoren                                                            | Album                  | Jahr |
| ------------------------------------------------------------------- | ------------------------------------------------------------------ | ---------------------- | ---- |
| All That Matters                                                    | Verena Rehm                                                        | Riot on the Dancefloor | 2012 |
| Angel from Above                                                    | Axel Breitung, Axel Konrad, Ole Wierk,                             | 21st Century           | 2006 |
| Angeline Cover von Die Flippers - "Lotosblume", erschien als Single | Axel Konrad, Ole Wierk, Uwe Busse, David Sobol, Karlheinz Rupprich | Riot on the Dancefloor | 2011 |
| Are You Ready erschien als Single unter Are U Ready                 | Axel Konrad, Ole Wierk                                             | CoverGirl              | 2001 |

## B
| Titel                                                       | Autoren                | Album                               | Jahr |
| ----------------------------------------------------------- | ---------------------- | ----------------------------------- | ---- |
| Beat Just Goes B-Seite auf Moonlight Shadow                 | Axel Konrad, Ole Wierk | CoverGirl                           | 2002 |
| Because I Love You Cover von Stevie B., erschien als Single | Warren Allen Brooks    | Non Album Track (nur Greatest Hits) | 2007 |

## C
| Titel              | Autoren                  | Album               | Jahr |
| ------------------ | ------------------------ | ------------------- | ---- |
| Call Me            | Axel Konrad, Verena Rehm | 21st Century        | 2006 |
| Can’t Get Over You | Ole Wierk, Axel Konrad   | 7 Years and 50 Days | 2004 |

## D
| Titel     | Autoren                  | Album                                    | Jahr |
| --------- | ------------------------ | ---------------------------------------- | ---- |
| Dangerous | Axel Konrad, Verena Rehm | Riot on the Dancefloor                   | 2012 |
| Darkness  | Verena Rehm              | Riot on the Dancefloor                   | 2012 |
| Dumb      |                          | Riot on the Dancefloor nur bei Musicload | 2012 |

## F
| Titel              | Autoren                          | Album               | Jahr |
| ------------------ | -------------------------------- | ------------------- | ---- |
| Far Away from Home | Lou Bega, Axel Konrad, Ole Wierk | CoverGirl           | 2002 |
| Force of Nature    | Verena Rehm                      | 7 Years and 50 Days | 2004 |

## G
| Titel                             | Autoren                          | Album     | Jahr |
| --------------------------------- | -------------------------------- | --------- | ---- |
| God Is a Girl erschien als Single | Lou Bega, Axel Konrad, Ole Wierk | CoverGirl | 2002 |

## H
| Titel                                                                          | Autoren | Album               | Jahr |
| ------------------------------------------------------------------------------ | --- | ------------------- | ---- |
| Hit Me erschien als Single, nur auf Vinyl                                      | | Non Album Track     | 2000 |
| Holy Virgin Cover der EAV - "Fata Morgana", erschien als Single in 2 Versionen | Thomas Spitzer, Klaus Eberhartinger, Eik Breit, Nino Holm, Günther Schönberger, Axel Konrad, Ole Wierk, Verena Rehm, David Loubega | 21st Century        | 2005 |
| Home                                                                           | Ole Wierk, Axel Konrad | 7 Years and 50 Days | 2004 |
| Higher Energy                                                                  | Axel Konrad, Ole Wierk | Non Album Track     | 2021 |

## I
| Titel                                                 | Autoren                                            | Album                  | Jahr |
| ----------------------------------------------------- | -------------------------------------------------- | ---------------------- | ---- |
| I Need You vs. I Need You                             | Axel Konrad, Ole Wierk, Axel Breitung, Verena Rehm | 7 Years and 50 Days    | 2004 |
| Indonesia                                             | Ole Wierk, David Sobol                             | 21st Century           | 2006 |
| Innocent Cover von Mike Oldfield, erschien als Single | Mike Oldfield                                      | Riot on the Dancefloor | 2010 |
| I Want It                                             | Axel Konrad, Ole Wierk, David Sobol                | Riot on the Dancefloor | 2012 |

## L
| Titel                                                                 | Autoren                                     | Album                               | Jahr |
| --------------------------------------------------------------------- | ------------------------------------------- | ----------------------------------- | ---- |
| Last Unicorn Cover von America, Titelsong zum Film Das letzte Einhorn | Jimmy Webb                                  | CoverGirl                           | 2002 |
| Let It Be                                                             | Axel Konrad, Verena Rehm                    | 21st Century                        | 2006 |
| Little June                                                           | Lou Bega, Axel Konrad, Ole Wierk            | CoverGirl                           | 2002 |
| Living on a Prayer Cover von Bon Jovi                                 | Jon Bon Jovi, Desmond Child, Richie Sambora | Non Album Track (nur Greatest Hits) | 2007 |
| Lullaby for Love                                                      | Verena Rehm                                 | CoverGirl                           | 2002 |

## M
| Titel                                                         | Autoren                               | Album                  | Jahr |
| ------------------------------------------------------------- | ------------------------------------- | ---------------------- | ---- |
| Million Tears                                                 | Axel Konrad, Ole Wierk, Tobias Lammer | CoverGirl              | 2002 |
| Moonlight Shadow Cover von Mike Oldfield, erschien als Single | Mike Oldfield                         | CoverGirl              | 2002 |
| Moonlight Shadow 2K12 Feat. P.S.Y                             | Mike Oldfield                         | Riot on the Dancefloor | 2012 |
| Monsters in my Head                                           | Axel Konrad, Ole Wierk, David Sobol   | Non Album Track        | 2022 |

## N
| Titel                 | Autoren                                          | Album                               | Jahr |
| --------------------- | ------------------------------------------------ | ----------------------------------- | ---- |
| Never Ever Stop       | Frank Hieber, Ulf Krüger, Ole Wierk, David Sobol | 21st Century                        | 2006 |
| Not Available         | Axel Konrad, Ole Wierk                           | 7 Years and 50 Days                 | 2004 |
| Nothing Lasts Forever | Axel Konrad, Ole Wierk, Verena Rehm              | Non Album Track (nur Greatest Hits) | 2007 |
| November Night        | Verena Rehm                                      | 21st Century                        | 2006 |

## O
| Titel                                                                                 | Autoren                                            | Album        | Jahr |
| ------------------------------------------------------------------------------------- | -------------------------------------------------- | ------------ | ---- |
| On the Radio Cover von Die Prinzen - Mann im Mond, erschien als Single in 2 Versionen | Tobias Künzel, Axel Konrad, Ole Wierk, David Sobol | 21st Century | 2006 |
| Only Love B-Seite auf Poison                                                          | Lou Bega, Axel Konrad, Ole Wierk                   | CoverGirl    | 2002 |

## P
| Titel                                              | Autoren                                   | Album               | Jahr |
| -------------------------------------------------- | ----------------------------------------- | ------------------- | ---- |
| Poison Cover von Alice Cooper, erschien als Single | Desmond Child, Alice Cooper, John McCurry | 7 Years and 50 Days | 2003 |

## R
| Titel                                      | Autoren                                       | Album                  | Jahr |
| ------------------------------------------ | --------------------------------------------- | ---------------------- | ---- |
| Remember                                   | Axel Konrad, Ole Wierk, Lou Bega              | 7 Years and 50 Days    | 2004 |
| Riot on the Dancefloor erschien als Single | Axel Konrad, Ole Wierk, David Sobol           | Riot on the Dancefloor | 2012 |
| Rock                                       | Axel Konrad, Verena Rehm                      | 21st Century           | 2006 |
| Runaway erschien als Single in 2 Versionen | Lou Bega, Axel Konrad, Ole Wierk, Verena Rehm | 7 Years and 50 days    | 2004 |

## S
| Titel                                  | Autoren                                              | Album                  | Jahr |
| -------------------------------------- | ---------------------------------------------------- | ---------------------- | ---- |
| She erschien als Single                | Alfred Hans Zoller, Axel Konrad, Ole Wierk, Lou Bega | 7 Years and 50 Days    | 2004 |
| Shout Cover von The Free               | Felix J. Gauder, Olaf R. Bossi, Charles A. Simmons   | Riot on the Dancefloor | 2012 |
| Summer Rain Cover von Belinda Carlisle | Maria Vidal, Robbie Seidmann                         | 21st Century           | 2006 |

## T
| Titel                                                                 | Autoren                                                                       | Album                  | Jahr |
| --------------------------------------------------------------------- | ----------------------------------------------------------------------------- | ---------------------- | ---- |
| Tell Me Cover von Brenda Lee - Always on My Mind, erschien als Single | Johnny Christopher, Mark James, Wayne Carson Thompson                         |                        | 2014 |
| The End erschien als Single                                           | Daniel Peyer, Lou Bega, Axel Konrad, Ole Wierk, Gerd Jakobs, Carsten Kowatsch | 7 Years and 50 Days    | 2003 |
| The World is Mine                                                     | Jessica Schaffer, Axel Konrad, Ole Wierk                                      | Riot on the Dancefloor | 2012 |
| Think About the Way Cover von Ice MC, erschien als Single             | Roberto Zanetti                                                               | Riot on the Dancefloor | 2012 |

## W
| Titel                                                                                              | Autoren                                                         | Album               | Jahr |
| -------------------------------------------------------------------------------------------------- | --------------------------------------------------------------- | ------------------- | ---- |
| Wait Cover von Maggie Reilly, erschien als Single                                                  | Andreas Seibold, Maggie Reilly, Gavin Hodgson, Stuart MacKillop |                     | 2014 |
| What You C is What You Get Cover von Cortez vs. X-Ray feat. Lemon Juice - "What U Get is What U C" | Ray Watts                                                       | 21st Century        | 2006 |
| When I Die                                                                                         | Axel Konrad, Klaudia Dziuk, Verena Rehm                         | 21st Century        | 2006 |
| When Life                                                                                          | Axel Konrad, Ole Wierk, Lou Bega                                | 7 Years and 50 Days | 2004 |
| When Love Lives in Heaven                                                                          | David Sobol, Ole Wierk                                          | 21st Century        | 2006 |
| Wake Up                                                                                            | ?                                                               | ?                   | ?    |

## Y
| Titel | Autoren                          | Album     | Jahr |
| ----- | -------------------------------- | --------- | ---- |
| You   | Lou Bega, Axel Konrad, Ole Wierk | CoverGirl | 2002 |